# Office-Correspondance pour les journaux français et étrangers et pour les affaires en fonds publics à la Bourse de Paris
L'Office-Correspondance pour les journaux français et étrangers et pour les affaires en fonds publics à la Bourse de Paris, appelé aussi Office-Correspondance, est l'une des premières agences de presse en France, lors de sa création en 1830.
Sa production quotidienne, envoyée aux journaux est successivement appelée Correspondance de Lepelletier et Bourgoin, puis Correspondance Lejolivet.

## Histoire
L'économiste français Jacques Bresson a fondé L'"Office-Correspondance" en décembre 1830, au 18, rue Notre-Dame-des-Victoires à Paris. L'office défend et représente les intérêts communs des journaux étrangers et de province, mutualise la collecte des cours de bourse, et des nouvelles nationales, ainsi que celle de la publicité, dont il assure la traduction pour tout annonceur souhaitant être publié dans un journal étranger. L'office est un producteur de nouvelles générales et économiques, auquel s'abonnaient des quotidiens de province pour en faire la matière de leurs articles. 
En centralisant la réservation des annonces publicitaires, "dans les journaux des départements et des pays étrangers", l'Office veut ouvrir aux entreprises "de nouveaux débouchés pour l'écoulement des denrées et des marchandises", et "favoriser des communications récentes", puis "améliorer et rendre plus actives celles qui existent", explique son fondateur, qui prend exemple sur le succès du Mercantile Advertiser de New-York et ses "vingt-quatre colonnes grand in-folio toutes remplies d'annonces". 
Jacques Bresson affiche trois objectifs nouveaux pour l'époque: "une grande célérité, une exactitude scrupuleuse, un prix modéré", trois engagements envers des clients très divers, parmi lesquels dominent les nombreux journaux de province. Au début, l'Office ne possédait pas de presse autographique et sa "correspondance", envoyée au journaux, était imprimée chez Delarue. 
Le fondateur est rejoint dès 1831, quelques mois après le lancement, par Bourgoin et Lepelletier, deux associés dans une même banque. En 1833, tous deux publient un tableau de toutes les feuilles publiques qui paraissent en France, ce qui permet de jauger de "l'état moral et la culture intellectuelle des diverses provinces", selon les commentateurs de l'époque. Jacques Bresson quitte la direction de cet "Office-Correspondance" le 1er octobre 1835, mais il reste commanditaire dans l'entreprise. La publication est alors appelée "Correspondance de Lepelletier et Bourgoin". 
À partir de 1838, Lepelletier et Bourgoin perdent leur fortune en soutenant les "Houillères de la Chazotte et du Treuil", dans la Loire. L'Office-Correspondance recrute alors Charles Lejolivet, qui rédige la "Correspondance des journaux ministériels des départements", appelée aussi "Correspondance Lejolivet", et Auguste-Louis Lechauve-DeVigny, qui sont rapidement promus à des postes de directeurs. L'office, domicilié au 5, rue des Filles St-Thomas (place de la Bourse) fait face à un obstacle: au printemps 1838, le ministre de l'intérieur Camille de Montalivet, conseillé par Léon Vidal, a retiré son soutien à la publication, toujours contrôlée, via une commandite, par Jacques Bresson, pour l'accorder à son rival Charles-Louis Havas. La loi du 6 janvier 1837 a entre-temps institué un monopole d'État pour le Télégraphe électrique, invention qui intéresse tous les éditeurs de correspondances à destination des journaux. Havas achète à la même époque la Correspondance Garnier, puis plus tard la Correspondance Degouve-Denuncques et la Correspondance de Paris. 
Le 11 juin 1841, le jeune Auguste-Louis Lechauve-DeVigny remplace Lepelletier, démissionnaire, à la tête de l'Office, mais dès 1841 il part à Liége, où il fondera en avril 1848 L'Estafette, qui se présentait comme un quotidien apolitique et illustré, misant sur "la rapidité et l'exactitude". La publication de l'Office est alors le plus souvent appelée "Correspondance Lejolivet", du nom de son nouveau patron, Charles Lejolivet. 
Ensuite, l'auteur Henri Ferrier signe tous les jours dans la "Correspondance Lejolivet" une "Lettre parisienne", qui n'a pas de titre et ressemble parfois à un éditorial. On retrouve sa signature dans la presse régionale, par exemple en Franche Comté: il envoie des correspondances au Franc-Comtois dès 1849, à la Sentinelle du Jura à partir de 1852, au Journal de la Haute-Saône de 1851 à 1853. En 1852, c'est dans Le Journal de Toulouse. 
Charles Lejollivet vend en 1856 son "Office-Correspondance" à Mathieu Laffite, Adrien Duport et le courtier en publicité Louis Bullier, réunis dans la société "Bullier-Duport et Cie", qui en 1850 avait racheté Le  Bulletin de Paris fondé le 28 février 1848 par Adrien de Lavalette, et concessionnaire de la régie publicitaire de nombreux périodiques en province. Les accords de l'Office avec Maurice-Guillaume de Loewenfels, réfugié allemand à Paris depuis 1848 et rédacteur de la Correspondance autographiée pour l'Allemagne, deviennent caducs: sa Correspondance Allemande quitte l'Office, la dernière parution datant du 14 juillet 1856. L’Office général des correspondances est alors transformé en "Correspondance Bullier", filiale du Bulletin de Paris, en janvier 1857, publication qui durera jusqu'en 1870. Un de ses concurrents, la Correspondance Leymarie, sera supprimé car il faisait concurrence au Bulletin de Paris.
Avant ce rachat, Havas avait déjà une clientèle allemande, quoique semble-t-il assez récente. Selon Pierre Frédérix, en 1854, Havas "se donne la peine d'éditer chaque jour, depuis des années déjà, une feuille spéciale où les nouvelles françaises sont traduites en allemand.